# Якименко, Константин Николаевич
Константи́н Никола́евич Яки́менко (род. 15 сентября 1977, Киев) — русский писатель-фантаст, живущий на Украине.

## Биография
Родился 15 сентября 1977 года в Киеве.
В 2000 году окончил факультет информатики и вычислительной техники Киевского политехнического института (теперь НТУУ «КПИ») по специальности «инженер-системотехник». Затем поступил в аспирантуру в Украинский языково-информационный фонд НАН Украины на специальность «Автоматизированные системы управления и прогрессивные информационные технологии». В 2006 году защитил кандидатскую диссертацию на тему: «Системотехника и технология лексикографических систем семантического типа».
С августа 1999 года является участником киевской мастерской фантастики «Третья сила», а с лета 2004 года — киевского клуба любителей фантастики «Портал», организованного редакцией журнала «Реальность фантастики».
Живёт в Киеве.

## Книги
- Проклятие пятого уровня: Роман / Рис. на пер. О. Юдина; Ил. К. Правицкого. — М.: Армада & «Изд-во Альфа-книга», 2001. — 392 с — (Фантастический боевик. Вып. 191).
- Эксперимент. — М.: АСТ, 2003. — 335 с — (Библиотека фантастики «Сталкера»). Сод.:

С. 3-26. Эксперимент; С. 27-101. Исповедь бога;
С. 102—255. Загадка Роберта Престона;
С. 256—287. Прыжок;
С. 288—332. Доказательство;
С. 333—334. Автор о себе
- Сны призрака. — Крылов, 2006. — 576 с.